# (60) Eco
(60) Eco es un asteroide que forma parte del cinturón de asteroides y fue descubierto por James Ferguson el 14 de septiembre de 1860 desde el Observatorio Naval de los Estados Unidos en Washington. Está nombrado por Eco, una ninfa de la mitología griega.

## Características orbitales
Eco está situado a una distancia media del Sol de 2,393 ua, pudiendo acercarse hasta 1,953 ua y alejarse hasta 2,832 ua. Su inclinación orbital es 3,601° y la excentricidad 0,1836. Emplea en completar una órbita alrededor del Sol 1352 días.